# Xương Bình quân
Xương Bình quân (chữ Hán: 昌平君; trị vì: 223 TCN hoặc ?-226 TCN), có thể là Công tử Khải nước Sở, tính Mị (芈) thị Hùng (熊), tên Khải (啟), là vị vua thứ 46 và là vua cuối cùng của nước Sở – chư hầu nhà Chu trong lịch sử Trung Quốc.
Sử sách đề cập danh hiệu khác nhau về vị vua cuối cùng của nước Sở. Sử ký Tư Mã Thiên xác định Xương Bình quân chính là người được Hạng Yên lập làm vua kế tục sau khi Sở vương Phụ Sô bị bắt. Tuy nhiên các sử gia hiện đại lại khẳng định Tư Mã Thiên nhầm lẫn: vị vua cuối cùng này là Xương Văn quân chứ không phải Xương Bình quân.

## Thân thế
Ông tên thật là Hùng Khải, con trai trưởng của Sở Khảo Liệt vương. Khi Khảo Liệt vương còn làm thái tử đã sang nước Tần làm con tin, sau lấy con gái Tần Chiêu Tương vương và sinh ra ông. Năm 263 TCN, Khảo Liệt vương lén trốn về nước, còn Hùng Khải vẫn ở lại nước Tần. Đến khi lên ngôi, Sở Khảo Liệt vương cũng không đón ông về, Hùng Khải vẫn phải làm tôi cho nước Tần.

## Quan nước Tần
Năm 238 TCN, ông được phong làm Ngự sử đại phu. Sau đó, do có công trong việc dẹp loạn Lao Ái, ông được Tần vương Chính (tức Tần Thủy Hoàng) phong làm thừa tướng thay cho Lã Bất Vi.
Năm 238 TCN, ông cùng Xương Văn quân dẹp loạn Lao Ái. Nhờ có công, ông được phong tước Xương Bình quân.
Các sử gia hiện đại xác định sau đó ông rời nước Tần về nước Sở và qua đời năm 226 TCN, không làm vua nước Sở.

## Vua bại trận
Theo Sử ký, năm 226 TCN, Tần đem quân đánh quê hương của ông là nước Sở, tiến đến đất Trần là cố đô nước Sở. Sau đó Tần vương Chính lại phái Lý Tín đem 20 vạn quân để diệt tận gốc nước Sở. Hùng Khải bèn cùng tướng Hạng Yên liên kết phản lại nước Tần. Năm 224 TCN, vua Tần lại sai Vương Tiễn đem 60 vạn quân đi đánh, bắt sống Sở Vương Phụ Sô. Hạng Yên chạy về Lan Lăng, lập Xương Bình quân lên ngôi.
Theo Sử ký, Tần Thủy Hoàng bản kỷ, sau khi Sở vương Phụ Sô bị quân Tần bắt, ông được Hạng Yên lập lên ngôi để tiếp tục chống Tần, duy trì nước Sở.
Tuy nhiên thế lực nước Sở khi Xương Bình quân lên ngôi đã rất nhỏ yếu, không còn khả năng kháng cự sự đánh chiếm của nước Tần.
Tướng Tần là Vương Tiễn tiếp tục tiến về phía đông và phía nam, đánh bại quân Sở. Xương Bình quân bị tử trận. Hạng Yên thấy thế tuyệt vọng tự sát. Nước Sở hoàn toàn bị tiêu diệt.
Nước Sở từ thời Sở Hùng Dịch được Chu Thành vương phong đến Xương Bình quân gồm có 44 vua gồm 33 thế hệ.